# Comuna Balcani, Bacău
Balcani (în trecut, Schitu-Frumoasa, în maghiară Balkán) este o comună în județul Bacău, Moldova, România, formată din satele Balcani (reședința), Frumoasa, Ludași și Schitu Frumoasa.

## Așezare
Comuna se află în marginea nordică a județului, la limita cu județul Neamț, pe valea râului Tazlăul Mare în zona în care primește afluenții Schit și Frumoasa. Este traversată de șoseaua județeană DJ156A, care o leagă spre sud de Pârjol și Ardeoani (unde se termină în DN2G) și spre nord în județul Neamț de Tazlău, Borlești și Roznov (unde se intersectează cu DN15), Girov (unde se intersectează cu DN15D), Dobreni (unde se intersectează cu DN15C), Negrești și Crăcăoani (unde se termină tot în DN15C).

## Demografie
Componența etnică a comunei Balcani
     Români (92,63%)
     Alte etnii (1,63%)
     Necunoscută (5,74%)
Componența confesională a comunei Balcani
     Ortodocși (68,54%)
     Romano-catolici (25,36%)
     Alte religii (0,3%)
     Necunoscută (5,8%)
Conform recensământului efectuat în 2021, populația comunei Balcani se ridică la 6.742 de locuitori, în scădere față de recensământul anterior din 2011, când fuseseră înregistrați 7.173 de locuitori. Majoritatea locuitorilor sunt români (92,63%), iar pentru 5,74% nu se cunoaște apartenența etnică. Din punct de vedere confesional, majoritatea locuitorilor sunt ortodocși (68,54%), cu o minoritate de romano-catolici (25,36%), iar pentru 5,8% nu se cunoaște apartenența confesională.

## Politică și administrație
Comuna Balcani este administrată de un primar și un consiliu local compus din 15 consilieri. Primarul, Vasile Luca[*], de la Partidul Social Democrat, este în funcție din 2016. Începând cu alegerile locale din 2024, consiliul local are următoarea componență pe partide politice:
|  | Partid                          | Consilieri | Componența Consiliului | Componența Consiliului | Componența Consiliului | Componența Consiliului | Componența Consiliului | Componența Consiliului | Componența Consiliului | Componența Consiliului |
|  | ------------------------------- | ---------- | ---------------------- | ---------------------- | ---------------------- | ---------------------- | ---------------------- | ---------------------- | ---------------------- | ---------------------- |
|  | Partidul Social Democrat        | 8          |                        |                        |                        |                        |                        |                        |                        |                        |
|  | Partidul Național Liberal       | 4          |                        |                        |                        |                        |                        |                        |                        |                        |
|  | Alianța pentru Unirea Românilor | 2          |                        |                        |                        |                        |                        |                        |                        |                        |
|  | Partidul Ecologist Român        | 1          |                        |                        |                        |                        |                        |                        |                        |                        |

## Istorie
La sfârșitul secolului al XIX-lea, comuna purta numele de Schitu-Frumoasa, făcea parte din plasa Tazlăul de Sus a județului Bacău și avea în compunere satele Schitu-Frumoasa și Rățeni, cu o populație de 712 locuitori. În comună existau o școală, două biserici, o fabrică cu aburi și un fierăstrău de apă. Alte sate ale comunei (Balcani, Ludași) făceau la acea vreme parte din comuna Băsăști.
Anuarul Socec din 1925 consemnează desființarea comunei Schitu-Frumoasa și înglobarea ei în comuna Băsăști din plasa Tazlău a aceluiași județ. Comuna Schitu-Frumoasa a fost însă reînființată în 1931, cu satele Balcani-Marginea, Căpățâna, Căsoasa, Ghidionu, Ludaș, Rețeni și Schitu-Frumoasa. Reședința comunei era satul Balcani-Marginea, și ulterior, denumirea comunei a fost și ea schimbată în Balcani.
În 1950, comuna Balcani a fost transferată raionului Buhuși și apoi (după 1964) raionului Moinești din regiunea Bacău. În 1968 a revenit la județul Bacău, reînființat, tot atunci fiind desființate satele Căpățâna, Căsoasa, Ghidion și Rețeni (înglobate în satul Schitu Frumoasa.

## Personalități născute aici
- Firuța Apetrei (n. 1961), actriță.